# Іващенко Тетяна Петрівна

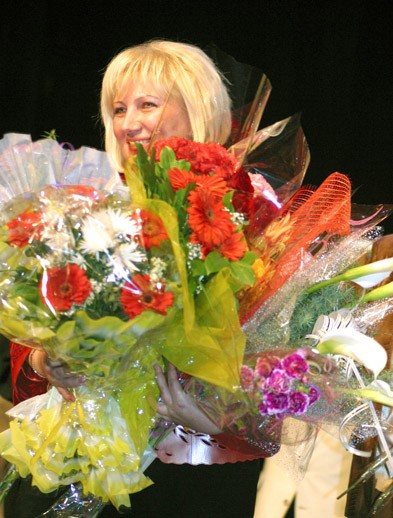
Після вистави. 2003

Тетя́на Петрі́вна Іва́щенко (*1964, Київ) — українська драматургиня, заслужена діячка мистецтв України (2018). Член Гільдії драматургів України та Національної спілки театральних діячів України.

## Життєпис
Народилася і живе у Києві.
Закінчила Національний університет культури і мистецтв. Працювала у Київському державному інституті театрального мистецтва ім. Карпенка-Карого.
У творчому доробку — 19 п'єс, 12 з яких поставлено у 27 театрах України та за кордоном. За п'єсами драматургині створено 52 вистави.
П'єси: «Мандариновий гай Перванської долини» (1990-і р.р.), «Карма. Принц водій трамваю» (1993), «Зумій за хвіст спіймати бісенятко» (1996), «Вільний стрілок» (1887), «Таїна буття» (1998), «Замовляю любов» (2001), «Втеча від реальності» (2003), «Мне тесно в имени своем…» (2004), «Літургія» (2006), "EMPTY TRASH («Спалюємо сміття», 2007), «Сафарі кохання» (2012), «Притяжение Вселенной» (2012), "Акція «Вісла» (2912), «Елегія STYKS» (2012), «Ідзанамі богиня, яка вабить» (2013), «Лицар храму» (2014), «Скажена голубка» (2017), Аокігахара — «Рівнина зелених дерев» (2020), «Чувак, все ОК» (2020).

## Театральні постановки
1. 1993 — «Принц, водій трамвая» (реж. Г. Максименко, «Вільна група», Київ)
2. 1996 — «Зумій за хвіст спіймати бісенятко, або Як вийти заміж» (реж. Олександр Івахно, Київський академічний драматичний театр на Подолі)
3. 1997 — «Я вбив» за п'єсою «Вільний стрілець» (реж. Ігор Славинський, Київський академічний драматичний театр на Подолі)
4. 1998  — «Таїна буття» (реж. Віталій Семенцов, Київський академічний драматичний театр на Подолі)
5. 2001 — «Замовляю любов» (реж. засл. діяч мистецтв України Ігор Судьїн, Український малий драматичний театр, Київ)
6. 2003 — «Втеча від реальності» (реж. Іван Сорока, Український малий драматичний театр, Київ)
7. 2004 — «Мне тесно в имени своем…» (реж. Володимир Борисюк, Київська академічна майстерня театрального мистецтва «Сузір'я»)
8. 2005 — «Втеча від реальності» (реж. Григорій Артеменко, Житомирський обласний український музично-драматичний театр імені Івана Кочерги)
9. 2005 — «Втеча від реальності» (реж. Іван Сорока, Івано-Франківський академічний обласний музично-драматичний театр імені Івана Франка)
10. 2005 — «Екстезі — любов» за п'єсою «Втеча від реальності» (реж. засл. діяч мистецтв України Володимир Московченко, Луганський обласний академічний український музично-драматичний театр)
11. 2005 — «Таїна буття» (реж. Олександр Король, Львівський обласний академічний музично-драматичний театр імені Юрія Дрогобича, м. Дрогобич)
12. 2005 — «…Мені являлась любов» за п'єсою «Таїна буття» (реж. Олександр Король, Луганський обласний академічний український музично-драматичний театр)
13. 2006 — «Літургія». (реж. нар. артист України Олег Шаварський, Київський національному  університеті театру, кіно і телебачення  ім. І. К. Карпенко-Карого)
14. 2006 — «Замовляю любов» (реж. нар. артист України Григорій Артеменко, Житомирський обласний український музично-драматичний театр імені Івана Кочерги)
15. 2007  — «Empty trash („Спалюємо сміття“)» (реж. Юрій Одинокий, Київський академічний Молодий театр)
16. 2012  — «Елегія STYKS» (реж. Олександр Король, Львівський обласний академічний музично-драматичний театр імені Юрія Дрогобича, м. Дрогобич)
17. 2012  — «Пробач мені, або Замовляю любов» (реж. Герман Архипов, Ніжинський академічний український драматичний театр імені М. Коцюбинського)
18. 2012  — «Замовляю любов» (реж. засл. артистка України Таїсія Славінська, Вінницький обласний академічний український музично-драматичний театр імені Миколи Садовського)
19. 2013  — «Втеча від реальності» (реж. Влад Сорокін, Львівський обласний академічний музично-драматичний театр імені Юрія Дрогобича, м. Дрогобич)
20. 2013  — «Замовляю любов» (реж. Ірина Стежка, Волинський обласний академічний музично-драматичний театр імені Тараса Шевченка, м. Луцьк)
21. 2013  — «Втеча з реальності» (реж. Володимир Борисюк, Перший український театр для дітей та юнацтва, м. Львів)
22. 2013  — «Любов на замовлення» (реж. нар. артист України Григорій Шумейко, Національний академічний український драматичний театр імені Марії Заньковецької, м. Львів)[1]
23. 2013  — «Empty Trash» (сценічне читання п'єси) (реж. Володимир Борисюк, Львівський академічний театр імені Леся Курбаса)
24. 2014  — «Тричі мені являлась любов…» за п'єсою «Таїна буття» (реж. Сергій Кузик, Коломийський академічний обласний український драматичний театр імені Івана Озаркевича)
25. 2014  — «Замовляю любов» (реж. Влад Сорокін, Львівський обласний академічний музично-драматичний театр імені Юрія Дрогобича, м. Дрогобич)
26. 2014  — «Ідзанамі» за п'єсою «Ідзанамі богиня, яка вабить» (реж. Сергій Павлюк, Херсонський обласний академічний музично-драматичний театр імені Миколи Куліша)
27. 2014  — «Таїна буття» (реж. Володимир Борисюк, Перший український театр для дітей та юнацтва, м. Львів)
28. 2015  — «Айседора (За крок до кохання)» (реж. Влад Сорокін, Львівський обласний академічний музично-драматичний театр імені Юрія Дрогобича, м. Дрогобич)
29. 2015  — «Рольові ігри» за п'єсою «Спалюємо сміття (EMPTY TRASH)» (реж. Сергій Павлюк, Херсонський обласний академічний музично-драматичний театр імені Миколи Куліша)
30. 2015  — «Замовляю любов» (реж. Сергій Павлюк, Київський академічний драматичний театр на Подолі)
31. 2016  — «Empty Trash» (реж. Володимир Борисюк , Перший український театр для дітей та юнацтва, м. Львів)
32. 2016  — «Жінка, яка йшла поруч» за п'єсою «Таїна буття» (реж. засл. артистка України Людмила Колосович, Телетеатр, м. Дніпро)
33. 2016  — «Лицар храму» (реж. Влад Сорокін, Львівський обласний академічний музично-драматичний театр імені Юрія Дрогобича, м. Дрогобич)
34. 2016  — «Ідзанамі» (реж. Сергій Павлюк, Луганський обласний академічний український музично-драматичний театр)
35. 2016  — «Ідзанамі. Богиня, яка вабить» (реж. нар. артистка України Таїсія Славінська, Вінницький обласний академічний український музично-драматичний театр імені Миколи Садовського)
36. 2016  — «Замовляю любов» (реж. Тетяна Лещова, Запорізький академічний обласний український музично-драматичний театр імені Володимира Магара)
37. 2016  — «Замовляю любов» (реж. засл. артистка України Олена Зарицька, Сумський обласний академічний театр драми та музичної комедії імені М. С. Щепкіна)
38. 2016  — «Таїна буття» (реж. Марія Семенова, Український народний театр, Рига , Латвія)
39. 2016  — «Лицар храму» (реж. Сергій Павлюк, Херсонський обласний академічний музично-драматичний театр імені Миколи Куліша)
40. 2016 — «Таїна буття» (реж. Андрій Май, Національний академічний драматичний театр імені Івана Франка)[2]
41. 2017 — «Таїна буття» (реж. Сергій Сидоренко, Сумський обласний академічний театр драми та музичної комедії імені М. С. Щепкіна)
42. 2017 — «Empty Trash» (реж. Влад Сорокін, Львівський обласний академічний музично-драматичний театр імені Юрія Дрогобича, м. Дрогобич)
43. 2017— «Скажена голубка» (реж. засл. артистка України Людмила Колосович, Телетеатр, м. Дніпро)[3][4]
44. 2018 — «Таїна буття» (реж. Фаїна Мартинова, Одеський театр юного глядач, м. Одеса)
45. 2018 — «Таїна буття» (реж. Тетяна Лещова, Запорізький академічний обласний український музично-драматичний театр імені Володимира Магара)
46. 2018 — «Любов на замовлення» (реж. засл. діяч мистецтв України Володимир Московченко, Луганський обласний академічний український музично-драматичний театр)
47. 2019 — «Frida» (реж. засл. артистка України Людмила Колосович, Спільний мистецький проект НЦТМ ім. Леся Курбаса та театр «Solo», Київ)
48. 2019 — «Замовляю любов» (реж. Арутюн Кіракосян, Донецький академічний обласний драматичний театр, м. Маріуполь)
49. 2020 — «Замовляю любов» (реж. Володимир Завальнюк, Телетеатр, м. Дніпро)
50. 2020 — «Frida» («Скажена голубка») (реж. засл. артистка України Людмила Колосович, Донецький академічний обласний драматичний театр, м. Маріуполь)
51. 2021 — «Рівнина зелених дерев» (реж. Влад Сорокін, Львівський обласний академічний музично-драматичний театр імені Юрія Дрогобича, м. Дрогобич)
52. 2024 —   “Йой! Замовляю любов…”. (реж. Ольга Волошина, Дніпровський академічний український музично-драматичний театр імені Тараса Шевченка, м. Дніпро)

### Визнання та нагороди
- 2007 — Міжнародний фестиваль театрального мистецтва «Данапріс» (м. Запоріжжя) — спеціальний диплом «За втілення української сучасної драматургії на сцені академічного театру» (вистава «…Мені являлась любов» Луганського обласного академічного українського музично-драматичного театру)
- 2013 — ІХ Міжнародний театральний фестиваль жіночої творчості ім. Марії Заньковецької (м. Ніжин) — диплом «За вірне служіння театру»
- 2014 — XVI Міжнародний театральний фестиваль «Мельпомена Таврії» (м. Херсон) — диплом у номінації «Творчій пошук в сучасній українській драматургії» (п'єса «Ідзанамі»)
- 2014 — Почесна відзнака Міністерства культури України «За вагомий особистий внесок у розвиток української культури, багаторічну сумлінну працю та високий професіоналізм»
- 2016 — Всеукраїнська літературна премія ім. Леоніда Череватенка, за вагомий внесок у сучасну українську драматургію
- 2016 — Почесна грамота Верховної Ради України
- 2018 — Заслужений діяч мистецтв України[5]